# Nick Moran
Nicholas James Moran, detto Nick (Londra, 23 dicembre 1969), è un attore, sceneggiatore e regista britannico.

## Filmografia parziale

### Attore
- Miss Monday, regia di Benson Lee (1998)
- Lock & Stock - Pazzi scatenati (Lock, Stock and Two Smoking Barrels), regia di Guy Ritchie (1998)
- D'Artagnan (The Musketeer), regia di Peter Hyams (2001)
- Fourteen - Un anno dopo (Ashes and Sand), regia di Bob Blagden (2003)
- Goal III: Taking on the World, regia di Andy Morahan (2009)
- Harry Potter e i Doni della Morte - Parte 1 (Harry Potter and the Deathly Hallows - Part 1), regia di David Yates (2010)
- Harry Potter e i Doni della Morte - Parte 2 (Harry Potter and the Deathly Hallows - Part 2), regia di David Yates (2011)
- Prisoners of the Sun, regia di Roger Christian (2013)
- Age of Kill, regia di Neil Jones (2015)
- Terminal, regia di Vaughn Stein (2018)
- Accident Man, regia di Jesse V. Johnson (2018)
- Missione vendetta (Avengement), regia di Jesse V. Johnson (2019)
- Boudica - La regina guerriera (Boudica: Queen of War), regia di Jesse V. Johnson (2023)
- Chief of Station - Verità a tutti i costi (Chief of Station), regia di Jesse V. Johnson (2024)

### Sceneggiatore
- The Baby Juice Express, regia di Michael Hurst (2004)
- The Amazing Grace, regia di Jeta Amata (2006)
- Telstar: The Joe Meek Story, regia di Nick Moran (2008)
- The Kid, regia di Nick Moran (2010)

### Regista
- Welcome to Strathmuir – film TV (2007)
- Telstar: The Joe Meek Story (2008)
- The Kid (2010)
- Creation Stories - L'uomo che scoprì gli Oasis (Creation Stories) (2021)

## Doppiatori italiani
Nelle versioni in italiano delle opere in cui ha recitato, Nick Moran è stato doppiato da:
- Alberto Bognanni in Ashes and Sand, Missione vendetta, Chief of Station - Verità a tutti i costi
- Stefano Onofri in Miss Monday
- Riccardo Niseem Onorato in Lock & Stock - Pazzi scatenati
- Tony Sansone in D'Artagnan
- Fabrizio Vidale in CSI: Miami
- Francesco Sechi in Harry Potter e i Doni della Morte - Parte 1
- Claudio Ridolfo in Terminal
- Davide Marzi in Creation Stories - L'uomo che scoprì gli Oasis
- Alessandro Budroni in Boudica - La regina guerriera